# 6510 Tarry
6510 Tarry هو كويكب، يقع ضمن حزام الكويكبات. اكتشف في 23 فبراير 1987. وقد اكتشفه كارولين إس شوميكر.، و، ووقد اكتشفه يوجين ميرل شوميكر.

## روابط خارجية
- 6510 Tarry في قاعدة بيانات مختبر الدفع النفاث لأجرام النظام الشمسي الصغيرة

- الاكتشاف · مخطط المدار ·  العناصر المدارية · المعلمات المادية

- 6510 Tarry على موقع ويكي سكاي: DSS2, SDSS, GALEX, IRAS, Hydrogen α, X-Ray, Astrophoto, Sky Map, Articles and images